# Colophotia concolor
Colophotia concolor is een keversoort uit de familie glimwormen (Lampyridae). De wetenschappelijke naam van de soort werd voor het eerst geldig gepubliceerd in 1886 door Olivier.